# خلیج خاتانگا
خلیج خاتانگا (به روسی: Хатангский залив) خلیج دهانه‌ای کشندی بزرگ اما نسبتاً باریکی در دریای لاپتف است که ۲۲۰ کیلومتر طول و حداکثر ۵۴ کیلومتر عرض داشته و ژرفایش به حداکثر ۲۹ متر می‌رسد. رود خاتانگا به این خلیج می‌ریزد.
جزیره بولشوی بگیچف خلیج خاتانگا را به دو تنگهٔ شمالی با پهنای ۱۳ کیلومتر و شرقی با پهنای ۸ کیلومتر تقسیم کرده‌است. کرانه‌های این خلیج بلند، شیب‌دار و تورفته بوده و دارای صخره‌های پست توندرایی و صخره‌هایی گلسنگی و ماسه‌سنگی است. کشندها (جدرومد) در این خلیج نیمروزی بوده و تا ۱٬۴ متر ارتفاع می‌یابند. سطح خلیج خاتانگا در بیشتر طول سال یخ‌بسته است.
از آنجا که مرز اجرایی از میان این منطقه می‌گذرد، بخش‌های شمالی و غربی خلیج خاتانگا به سرزمین کراسنویارسک و بخش جنوبی آن به منطقهٔ اداری یاقوتستان فدراسیون روسیه تعلق دارد.